# Гранваль (Берн)
Гранваль (фр. Grandval) — громада  в Швейцарії в кантоні Берн, адміністративний округ Бернська Юра.

## Географія
Громада розташована на відстані близько 38 км на північ від Берна.
Гранваль має площу 8,3 км², з яких на 4,3% дозволяється будівництво (житлове та будівництво доріг), 44,3% використовуються в сільськогосподарських цілях, 50,7% зайнято лісами, 0,7% не є продуктивними (річки, льодовики або гори).

## Демографія
2019 року в громаді мешкало 396 осіб (+13,1% порівняно з 2010 роком), іноземців було 12,9%. Густота населення становила 48 осіб/км².
За віковим діапазоном населення розподілялося таким чином: 20,2% — особи молодші 20 років, 60,4% — особи у віці 20—64 років, 19,4% — особи у віці 65 років та старші. Було 174 помешкань (у середньому 2,2 особи в помешканні).
Із загальної кількості 89 працюючих 15 було зайнятих в первинному секторі, 9 — в обробній промисловості, 65 — в галузі послуг.